# Comté de Madison (Indiana)
Pour les articles homonymes, voir Comté de Madison.
Le comté de Madison (en anglais : Madison County) est un comté de l'État de l'Indiana aux États-Unis. Son siège est Anderson.

## Géographie

### Situation
Traversé par le 40e parallèle nord, le comté de Madison se trouve dans le nord-est du centre de l'Indiana.
| Comté de Tipton   | Comté de Grant   | Comté de Delaware |
| Comté de Hamilton | Comté de Madison | Comté de Delaware |
| Comté de Hamilton | Comté de Hancock | Comté de Henry    |

### Subdivisions administratives
Le comté de Madison est divisé en 14 townships :
- Adams (en)
- Anderson (en)
- Boone (en)
- Duck Creek (en)
- Fall Creek (en)
- Green (en)
- Jackson (en)
- Lafayette (en)
- Monroe (en)
- Pipe Creek (en)
- Richland (en)
- Stony Creek (en)
- Union (en)
- Van Buren (en)

Le comté de Madison compte 15 municipalités :
- Alexandria
- Anderson
- Chesterfield
- Country Club Heights
- Edgewood
- Elwood
- Frankton
- Ingalls
- Lapel
- Markleville
- Orestes
- Pendleton
- River Forest
- Summitville
- Woodlawn Heights

## Histoire
Le comté de Madison est créé en 1823. Comme de nombreux comtés américains, il est nommé en l'honneur du président James Madison. Le siège du comté est d'abord situé à Pendleton, avant d'être transféré à Anderson en 1836 en raison de la position plus centrale de cette dernière ville.
Au milieu du XIXe siècle, la région est principalement consacrée à l'agriculture. En 1887, d'importantes réserves de gaz naturel sont découvertes dans le centre-est de l'Indiana, notamment dans le comté de Madison. De nombreuses industries s'implantent alors dans la région attirées par le faible coût de l'énergie. Ce boom gazier contribue notamment au développement d'Anderson et de plus petites villes comme Alexandria et Elwood. Au début du XXe siècle, les réserves s'épuisent affectant durement les plus petites communautés.

## Démographie
Lors du recensement de 2010, la population du comté de Madison est de 131 636 habitants. Elle est estimée à 129 641 habitants au 1er juillet 2018, soit une baisse de 1,5 %.
| Groupe          | Comté de Madison | Indiana | États-Unis |
| --------------- | ---------------- | ------- | ---------- |
| Blancs          | 88,3             | 85,1    | 76,5       |
| Afro-Américains | 8,6              | 9,8     | 13,4       |
| Amérindiens     | 0,4              | 0,4     | 1,3        |
| Asiatiques      | 0,6              | 2,5     | 5,9        |
| Océaniens       | 0,1              | 0,1     | 0,2        |
| Métis           | 2,0              | 2,1     | 2,7        |
|                 |                  |         |            |
| Hispaniques     | 4,1              | 7,1     | 18,3       |

Le revenu par habitant était en moyenne de 23 680 dollars par an entre 2013 et 2017, inférieur à la moyenne de l'Indiana (27 305 dollars) et à la moyenne nationale (31 177 dollars). Sur cette même période, 17,4 % de ses habitants vivaient sous le seuil de pauvreté (contre 13,5 % dans l'État et 11,8 % à l'échelle des États-Unis). Avec 17,5 % des plus de 25 ans diplômés de l'université (au moins bachelor degree), le comté de Madison est également moins éduqué que l'Indiana (25,3 %) ou le pays (30,9 %).